# Giro dell'Emilia 1991
Il Giro dell'Emilia 1991, settantaquattresima edizione della corsa, si svolse il 21 settembre 1991 su un percorso di 209 km. La vittoria fu appannaggio dell'italiano Davide Cassani, che completò il percorso in 5h17'34", precedendo il connazionale Ivan Gotti e il francese Charly Mottet.
Sul traguardo di Bologna 33 ciclisti, su 127 partiti dalla medesima località, portarono a termine la competizione.

## Ordine d'arrivo (Top 10)
| Pos. | Corridore           | Squadra                      | Tempo    |
| ---- | ------------------- | ---------------------------- | -------- |
| 1    | Davide Cassani      | Ariostea                     | 5h17'34" |
| 2    | Ivan Gotti          | Gatorade-Château d'Ax        | a 2"     |
| 3    | Charly Mottet       | R.M.O.                       | a 11"    |
| 4    | Stefano Della Santa | Amore & Vita-Fanini          | s.t.     |
| 5    | Franco Ballerini    | Del Tongo-MG Boys Maglificio | a 24"    |
| 6    | Michele Coppolillo  | Italbonifica-Navigare        | s.t.     |
| 7    | Mauro Gianetti      | Helvetia-La Suisse           | s.t.     |
| 8    | Romes Gajnetdinov   | Lotus-Festina                | s.t.     |
| 9    | Zenon Jaskuła       | Del Tongo-MG Boys Maglificio | s.t.     |
| 10   | Laurent Dufaux      | Helvetia-La Suisse           | a 38"    |